# Mia Nicolai
Mia Nicolai, de son vrai nom Michaja Nicolaï (prononcé en néerlandais : /miˈɣaːjaː ˈnikoːlɑi/), née le 7 mars 1996 à Amsterdam aux Pays-Bas, est une chanteuse et actrice néerlandaise. Elle a été sélectionnée pour représenter les Pays-Bas au Concours Eurovision de la chanson 2023, à Liverpool au Royaume-Uni, aux côtés de Dion Cooper.

## Biographie
Michaja Nicolaï naît le 7 mars 1996 à Amsterdam aux Pays-Bas. Elle est la fille de Peter Nicolaï, avocat et homme politique affilié au Parti pour les animaux, et de Marynka Nicolaï-Krylova, musicienne et compositrice originaire de Russie.

À l'âge de 3 ans, elle commence à prendre des cours de théâtre et de ballet, ce qui fait naître en elle un intérêt pour la musique.

Elle réside à Los Angeles, après avoir vécu à Londres, Melbourne et New York.

## Carrière
Mia sort en 2018 son premier single, une reprise de la chanson At Last, originellement composée par Glenn Miller. Elle signe en 2020 un contrat avec le label Red Papula, avec lequel elle sort en 2020 ses singles Set Me Free et Mutual Needs,, et en 2021 People Pleaser et Dream Go,.

### 2023: Concours Eurovision de la chanson
Le 1er novembre 2022, AVROTROS annonce que Mia Nicolai a été sélectionnée en interne aux côtés de Dion Cooper pour représenter les Pays-Bas au Concours Eurovision de la chanson 2023, à Liverpool au Royaume-Uni. Le duo a été mis en contact deux ans plus tôt, par le gagnant de l'édition 2019 du Concours, Duncan Laurence, ainsi que son compagnon Jordan Garfield.

## Discographie
- 2018 − At Last
- 2020 − Set Me Free
- 2020 − Mutual Needs
- 2021 − People Pleaser
- 2021 − Dream Go
- 2022 − Loop